# Carlos López García-Picos
Carlos López García-Picos (Betanzos, 19 de octubre de 1922 - Oleiros, 23 de diciembre de 2009) fue un compositor español. Fue el principal impulsor, socio y miembro de honor de la Asociación Gallega de Compositores. De especial relevancia en la diáspora gallega, mostró durante los años que permaneció en Buenos Aires un compromiso constante con la comunidad gallega, que se reflejó en muchos aspectos de su obra y en su participación como director de diversas agrupaciones corales, como el coro Os Rumorosos do Centro Betanzos de Buenos Aires, el coro Alborada da Casa de Galicia de París, el Coral Rosalía de Castro de la Asociación Galega y los coros del Centro Gallego de Buenos Aires.
Involucrado en el papel que jugaron de los compositores de su tiempo, García-Picos escribió un artículo en el que expone las inquietudes que tuvo: Problemática de los compositores gallegos actuales.

## Vida
Carlos López García-Picos nació en la Ciudad de Betanzos Betanzos (La Coruña), será su padre, José Antonio López Picos, quien le inicia en sus estudios musicales y en la interpretación del requinto (ya que no le alcanzaban los dedos para tocar el clarinete) en una pequeña orquesta de seis instrumentos de viento con la cual recorría la comarca betanceira amenizando sus fiestas. Posteriormente, ingresa en la Banda Municipal de Betanzos, circunstancia que coincide con el inicio de la Guerra Civil, durante la cual su padre se vio obligado a emigrar a Argentina. También él se embarca hacia Argentina en febrero de 1940 donde inicia la que él mismo definió como “segunda etapa de su vida”.
En 1946, aproximadamente, se hace cargo de la dirección de la Coral Polifónica Os Rumorosos del Centro Betanzos de Buenos Aires, cargo que desempeñó durante más de treinta años. Paralelamente, estudia armonía con el profesor catalán Lorenzo Serrallach y composición con el maestro ruso Jacobo Ficher, alumno y traductor de algunos tratados de Rimski-Kórsakov.
En 1956, se estrena en el Teatro Colón de Buenos Aires el ballet ""La farsa de la búsqueda"", que compuso en colaboración con su compañero de estudios Emilio Terraza. El éxito de este estreno les valió la obtención de una beca de la Embajada Cultural de Francia en Buenos Aires que le permitió embarcarse hacia París ese mismo año, iniciando una estancia intermitente en la capital francesa donde continúa su formación musical. Allí recibió clases de composición con Tony Aubin y Darius Milhaud en el Conservatorio Nacional de París y, simultáneamente, estudió orquestación con Pierre Wissmer y dirección de orquesta con Léon Barzin en la Scholla Cantorum.
De regreso a Buenos Aires, en 1964, ocupa varios cargos en la Asociación de Jóvenes Compositores de la Argentina y tras varios estrenos de obras de cámara compone la obra sinfónica ""Sindy"", estrenada en 1976 por la Orquesta Filarmónica de Buenos Aires y que será elegida para representar a Argentina en los Encuentros de Música Contemporánea de la UNESCO. También es destacable el estreno de su obra ""Ra-rá"" por la misma orquesta y en el mismo escenario que cosecharía un notable éxito de crítica.
El 11 de mayo de 1984 regresa definitivamente a Galicia, entrando en contacto con varios jóvenes compositores gallegos con los que funda en 1987 la Asociación Galega de Compositores (AGC) de la que fue presidente durante los primeros años de andadura. Asimismo, también fue miembro de la Junta Directiva de la Confederación Española de Asociaciones de Compositores Sinfónicos (CEACS). Durante estos años, en los que se establece definitivamente en su localidad natal de Betanzos, desarrolla su etapa más fructífera desde el punto de vista compositivo, actividad que se vio recompensada con el hecho de ser uno de los compositores gallegos más presente en las programaciones de la Orquesta Sinfónica de Galicia, con varios estrenos a cargo de esta formación.
El 23 de diciembre de 2009, García-Picos falleció en la localidad de Oleiros (La Coruña). Profundamente comprometido con el papel que juegan los compositores en los tiempos que les toca vivir, García-Picos escribió un artículo de pensamiento que trasluce sus inquietudes sobre ello: "Problemática de los compositores gallegos actuales".
Entre los homenajes póstumos que recibió el autor, destaca la realizada por la Asociación de Vecinos de la Magdalena y la Condomiña, barrio betanceiro del que era originario el músico y que trataron de dar a conocer el origen de su historia.

## Obra
García-Picos nos dejó un amplio catálogo (formado por 141 obras), con un gran número de obras sinfónicas, cuartetos, obras pianísticas, para violoncello y para diversas formaciones camerísticas.